# معبد ناگاراجا، ناگرکویل

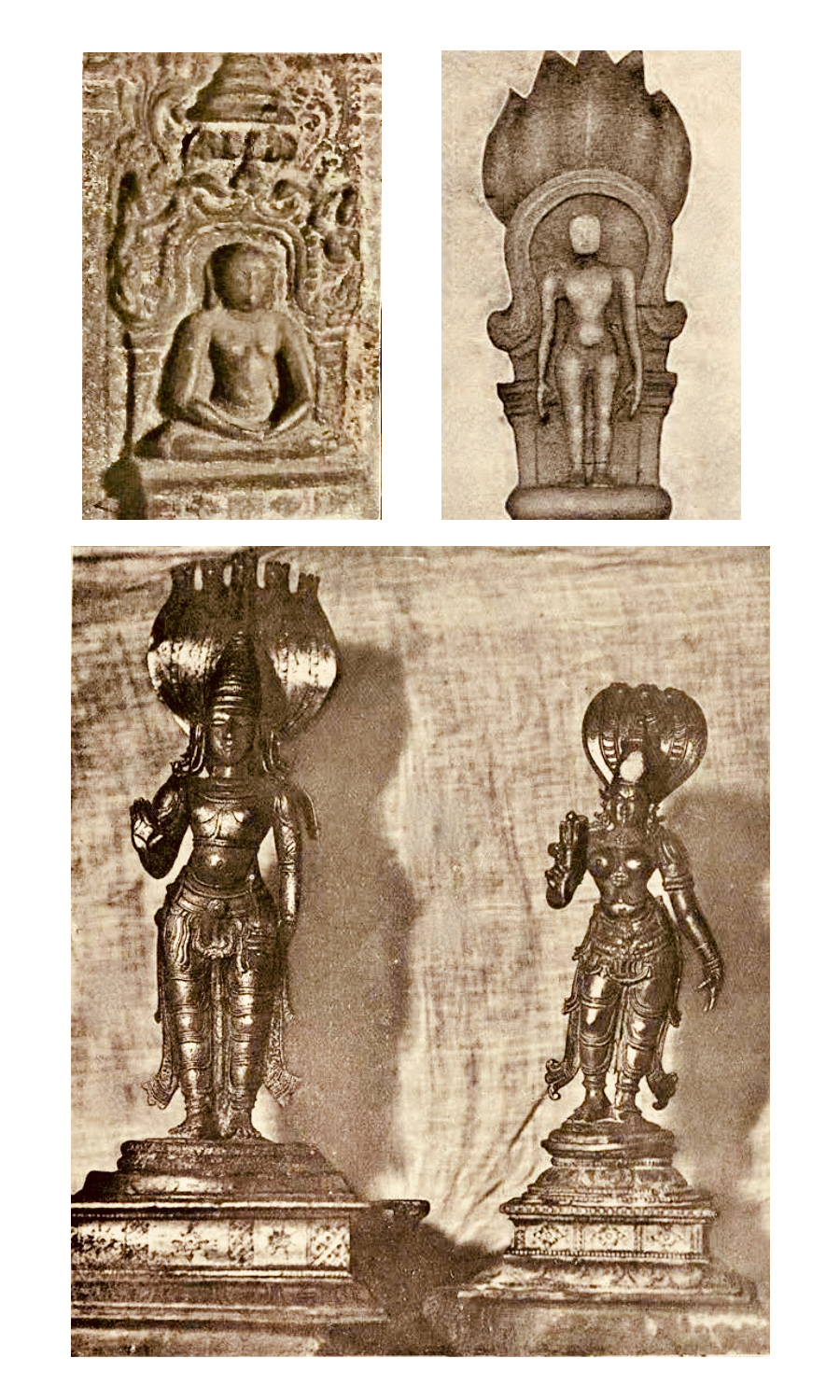
آثار هنری اولیه یافت شده در معبد ناگاراجا. دو نفر بالا Jaina هستند. دو تصویر پایین می‌تواند جین یا هندو باشد.

معبد ناگاراجا یک معبد بزرگ قدیمی است که در شهر ناگرکویل (Nagarkōyil) در نزدیکی تامیل نادو، هند ساخته شده‌است. قدمت آن نامشخص است اما احتمالاً مربوط به قبل از قرن دوازدهم است. پناهگاه اصلی به ناگاراجا پادشاه مارها اختصاص دارد. از قرن هفدهم، زیارتگاه‌های جدید هندو به مجموعه معبد اضافه شده‌است که طرفداران کریشنا (ویشنو) و همچنین هندوهای شایوا و شاکتی را به خود جذب می‌کند. نمادهای اصلی تیرتانکاراس و پادماواتی دیوی بخشی از پانتئون مقدس نزدیک به محل مقدس اصلی معبد بوده و هستند.
این معبد دارای سه زیارتگاه است. قدیمی‌ترین و اصلی‌ترین خدای زیارتگاه ناگاراجا اصلی باقی مانده‌است. زیارتگاه دوم به آنانتاکریشنا (کودک کریشنا در حال رقصیدن روی مار پیچ خورده) با روکمینی و ساتیابهاما اختصاص دارد و زیارتگاه سوم به شیوا اختصاص دارد. مانداپا شامل شش نماد است که شامل تیرتانکاراس و الهه‌ای مانند پارسواناتا و پادماواتی دیوی با نشان‌های کمیاب و غیر استاندارد (همه شیرها) است. همچنین شامل خدایان هندو مانند سوبرهمانیا سوامی، گانشا و دوی باگاواتی است.